# Lucile Watson
Lucile Watson (Ciutat del Quebec, Quebec, 27 de maig de 1879 − Nova York, 24 de juny de 1962) va ser una actriu estatunidenca d'origen quebequès que serà anomenada la «reina de les vídues» pels seus nombrosos papers de mares, ties o àvies que va tenir en el cinema. Un d'ells li valdrà una nominació a l'Oscar a la millor actriu secundària el 1943 pel seu paper de la mare de Bette Davis a Watch on the Rhine . Entre les seves altres pel·lícules, destacar: What Every Woman Knows  (1934), Three smarts girls (1936), The Young In Heart  (1938), Waterloo Bridge (1940), The Great lie (1941), Tomorrow Is Forever  (1946), Little Women  (1949) i My Forbidden Past (1951).

## Carrera al teatre
No veient possibilitat de carrera al Quebec, marxa de la seva ciutat natal per estudiar a l'American Academy of Dramatic Arts a Nova York. Als 23 anys, puja a l'escenari de Broadway on es quedarà durant 20 anys. Compta diverses grans produccions en el seu currículum vitæ: The Importance of Being Earnst,  Pride and Prejudice.

## Filmografia parcial
- 1934: What Every Woman Knows de Gregory La Cava
- 1936: The Garden of Allah de Richard Boleslawski
- 1936: Three Smart Girls de Henry Koster
- 1938: The Young in Heart de Richard Wallace
- 1939: El llaç sagrat (Made for Each Other) de John Cromwell
- 1940: Waterloo Bridge de Mervyn LeRoy
- 1941: The Great Lie d'Edmund Goulding
- 1941: Matrimoni original (Mr. and Mrs. Smith) d'Alfred Hitchcock
- 1941: Rage in Heaven de W.S. Van Dyke i Robert B. Sinclair
- 1943: Watch on the Rhine de Herman Shumlin
- 1944: Uncertain Glory, de Raoul Walsh
- 1946: My Reputation de Curtis Bernhardt
- 1946: Tomorrow Is Forever de Irving Pichel
- 1946: Song of the South de Studios Disney
- 1946: Never Say Goodbye, de James V. Kern
- 1947: Ivy de Sam Wood
- 1948: Julia Misbehaves de Jack Conway
- 1948: That Wonderful Urge de Robert B. Sinclair
- 1949: Everybody Does It d'Edmund Goulding
- 1950: L'envejosa de Vincent Sherman
- 1950: Let's Dance de Norman Z. McLeod
- 1951: El meu passat prohibit (My Forbidden Past) de Robert Stevenson

## Premis i nominacions
Nominacions
- 1944: Oscar a la millor actriu secundària per Watch on the Rhine